# Papežská salesiánská univerzita
Papežská salesiánská univerzita (latinsky: Pontificia Studiorum Universitas Salesiana) je papežská univerzita vedená Salesiány Dona Boska se sídlem v Římě.

## Historie
Počátek univerzity je spojen s Teologickou školou ve Foglizzo Canavese (1904), která se roku 1923 přesunula do Turína. Dne 3. května 1940 bylo Kongregací pro katolickou výchovu založeno Papežské salesiánské ateneum, které se roku 1958 přemístilo do Říma.
Dne 24. května 1973 bylo ateneum motem propriem Magisterium vitae papeže Pavla VI. povýšeno na papežskou univerzitu.

## Struktura
Univerzita má své teologické pobočky v Jeruzalémě a Turíně.
Je rozdělena do čtyř fakult:
- Filosofie
- Křesťanská a klasická literatura
- Pedagogické vědy
- Teologie